# 1911

## Събития
- Основан е италиански футболен клуб базиран в град Бреша, Италия Бреша Калчо.
- 11 февруари – Излиза първи брой на български вестник Утро – непартиен, информационен всекидневник, най-масовият вестник в България до 9 септември 1944 г.
- 29 март (16 март *) – Съставено е тридесет и второто правителство на България, начело с Иван Евстратиев Гешов.
- 16 септември – Италия обявява война на Турция.
- 21 ноември – ВМРО извършва атентат в Щип, при който загива 1 човек. Следват турски репресии, които стават повод за избухването на Балканската война на 26 септември 1912 г.

## Родени
- Тодор Горчев, български футболист († 1933 г.)
- 1 януари – Неждет Кент, турски дипломат († 2002 г.)
- 14 януари – Анатолий Рибаков, руски писател († 1998 г.)
- 17 януари – Димитър Байкушев, български футболист († 1989 г.)
- 29 януари – Стефан Гечев, български поет († 2000 г.)
- 14 февруари – Асен Дацев, български физик († 1994 г.)
- 13 март – Л. Рон Хъбард, американски писател († 1986 г.)
- 16 март – Йозеф Менгеле, германски офицер († 1979 г.)
- 20 март – Алфонсо Гарсия Роблес, мексикански политик († 1991 г.)
- 25 март – Ангеларий, глава на МПЦ († 1986 г.)
- 26 март – Тенеси Уилямс, американски драматург († 1983 г.)
- 1 април – Илия Пейков, български художник († 1988 г.)
- 8 април – Емил Чоран, румънски философ и есеист († 1995 г.)
- 27 април – Христо Ников, деец на БКП
- 30 април – Луизе Ринзер, немска писателка († 2002 г.)
- 4 май – Христо Минковски, български футболист († 1997 г.)
- 5 май – Андор Лилиентал, унгарско-съветски шахматист († 2010 г.)
- 8 май – Робърт Джонсън, американски музикант († 1938 г.)
- 15 май – Макс Фриш, швейцарски писател († 1991 г.)
- 16 май
  - Джовани Варлиен, италиански футболист и треньор († 1990 г.)
  - Борислав Стоянов, български архитект († 1991 г.)
- 23 май – Паул Майер, германски духовник († 2010 г.)
- 24 май – У Не Вин, политически деятел на Мианмар († 2002 г.)
- 28 май – Фриц Хохвелдер, австрийски драматург († 1986 г.)
- 31 май – Морис Але, френски икономист, носител на Нобелова награда († 2010 г.)
- 4 юни – Милован Джилас, югославски политик († 1995 г.)
- 6 юни – Илия Булашев, български футболист
- 13 юни – Луис Алварес, американски физик, лауреат на Нобелова награда за физика през 1968 г. († 1988 г.)
- 18 юни – Тодор Берберов, български преводач († 1988 г.)
- 24 юни – Хуан Мануел Фанджо, аржентински пилот от Формула 1 († 1995 г.)
- 29 юни – Бернхард Холандски, принц на Холандия и Липе-Бистерфелд, благороден сеньор и граф на Шваленберг и Штернберг († 2004 г.)

- 30 юни – Чеслав Милош, полски писател, лауреат на Нобелова награда за литература през 1980 г. († 2004 г.)
- 1 юли – Сергей Соколов, съветски маршал († 2012 г.)
- 2 юли – Михаил Петрушевски, филолог от СР Македония († 1990 г.)
- 5 юли – Жорж Помпиду, френски политик, президент на Франция (1969 – 1974) († 1974 г.)
- 9 юли – Джон Уилър, американски физик-теоретик († 2008 г.)
- 24 юли – Христо Кърпачев, български поет († 1943 г.)
- 5 август – Григор Угаров, български писател († 1983 г.)
- 15 август – Анастас Примовски, български етнограф, юрист и белетрист († 1999 г.)
- 17 август – Михаил Ботвиник, руски шахматист и световен шампион по шахмат (1948 – 57, 1958 – 60, 1961 – 63) († 1995 г.)
- 25 август – Во Нгуен Зиап, виетнамски генерал († 2013 г.)
- 1 септември – Михаил Михеев, руски писател († 1993 г.)
- 3 септември – Ернст Майстер, немски писател († 1979 г.)
- 4 септември – Николай Владов, български художник († 1999 г.)
- 7 септември – Тодор Живков, български политик († 1998 г.)
- 19 септември – Уилям Голдинг, английски писател, лауреат на Нобелова награда за литература през 1983 г. († 1993 г.)
- 24 септември – Константин Черненко, съветски политик († 1985 г.)
- 3 октомври – Ванга, българска пророчица († 1996 г.)[1]
- 14 октомври – Ле Дък Тхо, виетнамски политик († 1990 г.)
- 21 октомври – Мери Блеър, американска художничка († 1978 г.)
- 25 октомври – Михаил Янгел, съветски инженер († 1971 г.)
- 1 ноември – Анри Троая, френски историк и биограф († 2007 г.)
- 2 ноември – Одисеас Елитис, гръцки поет, лауреат на Нобелова награда за литература през 1979 г. († 1996 г.)
- 7 ноември – Йосиф Цанков, български композитор († 1971 г.)
- 11 ноември – Пантелей Зарев, български литературен критик († 1997 г.)
- 26 ноември – Самуел Решевски, американски шахматист († 1992 г.)
- 5 декември – Владислав Шпилман, пианист и композитор († 2000 г.)
- 7 декември – Беньо Тотев, български професор, композитор, диригент и учител († 1987 г.)
- 8 декември – Лий Дж. Коб, американски актьор († 1976 г.)
- 11 декември – Нагиб Махфуз, египетски писател, лауреат на Нобелова награда за литература през 1988 г. († 2006 г.)
- 18 декември
  - Цвятко Анев, български генерал († 2002 г.)
  - Жул Дасен, американски режисьор († 2008 г.)
- 29 декември – Клаус Фукс, немски физик († 1988 г.)

## Починали
- ? – Георги Скопянчето, войвода на Сръбската пропаганда в Македония
- ? – Мария Сиркова, българска революционерка
- ? – Христо Ковачев, български революционер (р. 1845 г.)
- 17 януари – Френсис Галтън, британски психолог и антрополог (р. 1822 г.)
- 12 февруари – Гоно Йотов, гръцки андартски капитан
- 1 март – Якоб Вант Хоф, холандски химик, лауреат на първата Нобелова награда за физика през 1901 г. (р. 1852 г.)
- 11 март – Драган Цанков, български политик (р. 1828 г.)
- 25 април – Емилио Салгари, италиански писател (р. 1863 г.)
- 18 май – Густав Малер, австрийски композитор (р. 1860 г.)
- 31 май – Блаже Кръстев, български революционер (р. 1873 г.)
- 19 юни – Иван Касабов, български революционер (р. 1837 г.)
- 6 юли – Александра Йосифовна, велика руска княгиня (р. 1830 г.)
- 12 юли – Димитър Бояджиев, български поет (р. 1880 г.)
- 2 август
  - Апостол войвода, български революционер и национален герой (р. 1869 г.)
  - Георги Мучитанов, български революционер (р. 1882 г.)
- 11 август – Никола Андреев, български революционер и учител (р. 1879 г.)
- 13 септември – Димитър Павлович, български лекар
- 18 септември – Пьотър Столипин,
- 1 октомври – Вилхелм Дилтай, немски философ
- 18 октомври – Алфред Бине, френски психолог
- 8 декември – Григорий Мясоедов, руски художник (р. 1834)
- 11 декември – Христо Г. Данов, български учител и книжовник
- 13 декември – Томас Глоувър, шотландски търговец
- 27 декември – Щерьо Михайлов, български революционер

## Нобелови награди
- Физика – Вилхелм Вин
- Химия – Мария Кюри
- Физиология или медицина – Алвар Гулстранд
- Литература – Морис Метерлинк
- Мир – Тобиас Михаел Карел Асер, Алфред Херман Фрид